# Lújar
Lújar er en by og kommune i det sydøstlige Spanien i provinsen Granada. Den har et indbyggertal på 487 (2024) indbyggere.